# Esse Lindskog
Esaias (Esse) Karl Torsten Johannes Lindskog, född den 6 juli 1897 i Igelösa församling, Malmöhus län, död den 2 oktober 1966 i Västerås, var en svensk militär. 
Lindskog avlade reservofficersexamen vid Krigsskolan 1917 och officersexamen 1919. Han blev underlöjtnant vid Södra skånska infanteriregementet sistnämnda år, löjtnant där 1922 och kapten där 1932. Lindskog var major och förste lärare vid Infanteriskjutskolan 1938–1942 och överstelöjtnant vid Upplands regemente 1942–1944. Han befordrades till överste på reservstat 1944. Lindskog var befälhavare i Norrtälje försvarsområde 1944–1945 och innehade ett flertal förordnanden som regementschef och försvarsområdesbefälhavare 1945–1962. Han publicerade diverse handböcker och skrifter rörande militär utbildning (1936–1944). Lindskog blev riddare av Svärdsorden 1939 och av Vasaorden 1953 samt kommendör av Svärdsorden 1957. Han vilar på Igelösa kyrkogård.